# Dialeurodes daphniphylli
Dialeurodes daphniphylli là một loài côn trùng cánh nửa trong họ Aleyrodidae, phân họ Aleyrodinae.
Dialeurodes daphniphylli được Takahashi miêu tả khoa học đầu tiên năm 1932.